# Federația Internațională a Culturiștilor

Logo oficial IFBB

Federația Internațională a Culturiștilor, cunoscută sub acronimul IFBB (International Federation of Bodybuilders), a fost fondată în 1946 de frații canadieni Ben și Joe Weider și este cel mai înalt nivel competitiv de culturism din lume. Ben Weider a fost președintele organizației de la înființare până în octombrie 2006, când și-a anunțat retragerea. Actualul președinte este spaniolul Rafael Santonja, fost secretar general al organizației. În prezent, IFBB constă din șapte sub-diviziuni diferite pentru diferiti concurenți (pe sexe sau greutate), divizat în 21 de concursuri pe tot parcursul anului. Sezonul actual IFBB începe cu Campionatul FLEX Pro pe 19 februarie și se încheie cu Campionatul Florida Pro în 10 decembrie.
IFBB este cel mai renumit pentru premiile în bani acordate primilor 5-10 clasați, în funcție de amplitudinea concursului, fiind singura organizație ce ofera o modalitate de trai pentru concurenți. Mr. Olympia este cea mai înaltă distincție realizabilă în IFBB, oferind titlul de culturist curent numărul unu în lume. În noiembrie 2004, Congresul IFBB a votat pentru schimbarea numeleui lung al organizației în Federația Internațională de Culturism & Fitness. Logo-ul și abrevierea "IFBB" rămân neschimbate. Astăzi 176 de Federații Naționale sunt afiliate la IFBB. IFBB este recunoscut de peste 90 de Comitete Naționale Olimpice. 

## Istoric
Până în 1940 scena culturismului a fost controlată de către Uniunea Amatorilor de Atletism (AAU). Fratii Weiders au decis să formeze IFBB pornind de la preocuparea că AAU era mai interesată de promovarea Atletismului greu la nivel Olimpic, decât de culturism. IFBB a fost înființată pentru a îi pune pe "atleții fizici" (culturiști) în centrul atenției. Primul IFBB concurs a avut loc în 1949 - IFBB Mr. America.
Acest lucru a înfuriat AAU, care a organizat propriul lor concurs AAU Mr. America din 1939 și a urmat o luptă amară, care a dus la interzicerea oricui de a participa la concursurile AAU, odata ce a concurat anterior pentru IFBB.

## Jocurile Olimpice
Din anii 1980, până la moartea sa în 2008, președintele IFBB Ben Weider a trimis petiții Comitetul International Olimpic (CIO) pentru includerea culturismului în cadrul Jocurilor Olimpice. Pe 30 ianuarie 1998, IFBB a fost făcut membru provizoriu, iar, ulterior, la 1 august 2000, devine membru permanent. IFBB a trimis petiții în zadar Comitetului Olympic de Organizare  pentru a demonstra acest sport in 2004 la Jocurile Olimpice de vară de la Atena, Grecia.